# 여주 신륵사 삼화상진영
여주 신륵사 삼화상진영은 경기도 여주시 천송동 신륵사에 있는 초상화이다. 2012년 6월 26일 경기도의 문화재자료 제167호로 지정되었다.

## 지정 사유
신륵사의 삼화상진영은 신륵사의 중요 인물인 나옹화상의 정통성을 보여주는 주요한 작품으로 현재 전국 사찰에 전하는 1,000여점의 진영 가운데 데 삼화상 진영은 매우 드물어 자료적인 측면에서는 희귀하나, 조사들의 성품을 부각시키는 전신성이 약하고 정확한 제작연대도 불분명하여 문화재 자료로 지정한다고 말했다. 한편 추정되는 제작시기가 17-18세기 사이로 17세기 중-후반이라는 설도 존재한다.

## 참고 문헌
- 여주 신륵사 삼화상진영 - 국가유산청 국가유산포털